# Кампфіт
Кампфіт — рідкісний мінерал, силікат-карбонат-галогенід барію з хімічною формулою Ba12(Si11Al5)O31(CO3)8Cl5. Відкритий у 1964 році та описаний у 2001 році, він названий на честь Ентоні Р. Кампфа. Знахідки мінералу відомі лише в окрузі Фресно (Каліфорнія, США).

## Опис
Кампфіт напівпрозорий та має світлий блакитно-сірий колір. Зразки трапляються у вигляді нерегулярних мас розміром до 1 см за розміром.

## Склад і структура
Коли формулу кампфіту вперше описали, її визначили як Ba6[(Si,Al)O2]8(CO3)2Cl2(Cl,H2O)2. Подальша робота з аналізу кристалічної структури призвела до переглянутої формули Ba12(Si11Al5)O31(CO3)8Cl5 (структурну H2O, зазначену в оригінальному описі, не знайшли в пізніших дослідженнях).
Структура кампфіту складається з подвійних шарів тетраедрів, з'єднаних багатогранниками, що містять барій. Саме це нашарування і зумовлює ідеальну спайність кампфіту. Кампфіт має хімічну та структурну подібність із цимритом. Станом на  2007 рік це єдиний відомий карбонат-силікат барію, окрім фенкупериту.

## Прояви
Кампфіт знайшли в асоціації з цельзіаном, фресноїтом, макдональдитом, піротином, титантарамелітом, траскітом та вітеритом. Мінерал виявлений лише за місцем першої знахідки в окрузі Фресно, Каліфорнія. Кампфіт зустрічається в багатих на кварц регіонах санборнітових порід у гнейсі, який зазнав контактового метаморфізму, пов'язаного з сусіднім гранодіоритовим інтрузивом.

## Історія
Мінерал відкрив у 1964 році Роберт Волстром на ділянці Esquire №1 родовища Раш-Крік у східному окрузі Фресно. Його описали у 2001 році в журналі The Canadian Mineralogist. Мінерал назвали кампфітом на честь Ентоні Роберта Кампфа (1948 р.н.), куратора Музею природничої історії округу Лос-Анджелес, за його кристалографічні дослідження нових та рідкісних мінералів.
Типові зразки зберігаються в Університеті Британської Колумбії та у Геологічній службі Канади.